# Євгенія Гаттілузіо
Євгенія (Ірина) Гаттілузіо (д/н — 1 червня 1440) — візантійська імператриця.

## Життєпис
Походила з і знатного генуезького роду Гаттілузіо. Донька Франческо II Гаттілузіо, сеньйора Лесбоса, онука по материнській лінії візантійського імператора Андроніка III. Про матір і дату народження нічого невідомо. Отримала ім'я Євгенія.
Близько 1397 року стає дружиною Іоанна Палеолога, володаря Селімбрії. Тоді ж приймає православ'я та змінює своє ім'я на «Ірину». У 1399 році чоловік вдруге здобуває імператорський трон як Іоанн VII. Водночас Ірина-Євгенія отримує титул імператриці.
У 1403 році Іоанна VII брат Мануїл II виганяє з Константинополя, але той зберігає титул співімператора й отримує резиденцію у Фессалоніках (також у володіннях опинився острів Лемнос). Разом з чоловіком оселяється Ірина. В подальшому стосунки подружжя з Мануїлом II покращуються. У 1408 році після смерті чоловіка Ірина стає черницею та переселяється на о. Лемнос. Померла у 1404 році. Похована в церкві Пантократора у Константинополі.

## Родина
Чоловік — Іоанн VII Палеолог.
Діти:
- Андронік (1400—1407), співімператор